# Brillia pudorosa
Brillia pudorosa är en tvåvingeart som beskrevs av Cobo, Gonzalez och Vieira-lanero 1995. Brillia pudorosa ingår i släktet Brillia och familjen fjädermyggor.
Artens utbredningsområde är Spanien. Inga underarter finns listade i Catalogue of Life.